# Heythrop College
Heythrop College je britská univerzita se sídlem v Londýně, která se specializuje na výuku a výzkum v oblasti filozofie, teologie a psychologie. Od roku 1971 je to jedna z vysokých škol Londýnské univerzity. Je silně provázána s jezuitským řádem. Jejím mottem je latinské rčení Nil Sine Fide (česky Nic bez víry).

## Historie
Univerzita byla založena v roce 1614 v Leuvenu s cílem zajistit jezuitské vzdělávání v Anglie. V letech 1626-1794 působila jako Jezuitská kolej v Lutychu. V devatenáctém století a v první polovině dvacátého století působila na několika různých místech po celé Anglii a Walesu. V roce 1970 se přestěhovala do Londýna, a o rok později byl přijata mezi školy patřící University of London.

## Struktura
Kolej je rozdělena do tří oddělení (kateder):
- Katedra sociálních studií a pastorace
- Katedra filozofie
- Katedra teologie

## Známí absolventi
- Bernard Lonergan – kanadský teolog a ekonom, jezuita
- Frederick Copleston – britský historik a apologeta, jezuita
- Malcolm McMahon – britský katolický biskup, dominikán